# Kolonia Dłużek
Kolonia Dłużek – nieoficjalna kolonia wsi Dłużek w Polsce położona w województwie lubuskim, w powiecie żarskim, w gminie Lubsko.
W latach 1975–1998 miejscowość administracyjnie należała do województwa zielonogórskiego.